# Делач
Делач (словен. Delač) — поселення в общині Костел, регіон Південно-Східна Словенія, Словенія. Висота над рівнем моря: 424,4 м.